# Małyj Kuczuriw
Małyj Kuczuriw (ukr. Малий Кучурів) – wieś na Ukrainie, w obwodzie czerniowieckim, w rejonie czerniowieckim, w hromadzie Zastawna. W 2001 liczyła 1280 mieszkańców.

## Urodzeni
- Mykoła Spynuł – ukraiński działacz polityczny i społeczny.